# Ryszard Będkowski
Ryszard Będkowski (ur. 1955) – polski poeta. Laureat Nagrody Głównej XI Ogólnopolskiego Konkursu Poetyckiego im. Jacka Bierezina w 2005 za projekt tomu Gorzkie jezioro oraz II nagrody III Ogólnopolskiego Konkursu Literackiego "Złoty Środek Poezji" 2007 na najlepszy poetycki debiut książkowy roku 2006 za tom Gorzkie jezioro. Publikował w Tyglu Kultury i Odrze. Mieszka w Sosnowcu.

## Poezja
- Gorzkie jezioro (SPP, Łódź 2006)